# 안창환 (1887년)
안창환(安昌煥, 일본식 이름: 安川昌煥, 1887년 6월 ~ ?)은 일제강점기의 교육인 출신 관료이다.

## 생애
출신지는 한성부 또는 원적지인 경기도이다. 한일 병합 조약 체결 이듬해인 1911년에 관립한성외국어학교를 일본어 전공으로 졸업하고 교사가 되었다.
서울 종로구에 있는 효제초등학교의 전신인 어의동보통학교와 어의동간이실업학교에서 교사로 근무하였고, 1915년에는 경성고등보통학교 훈도로 임용되었다. 1920년에 조선총독부 시학으로 임명되어 경상북도에 배치되면서 교육행정 관리로 전업하게 되었다.
경기도 내무부 학무과를 거쳐 1931년에는 고등관 8등의 총독부 군수로 승진하였고, 경기도 여주군에 발령받았다. 여주군수로 재직 중이던 1935년에 총독부가 편찬한 《조선공로자명감》에 353명의 공로자 중 한 명으로 기재되어 있다. 이 책자에는 "명목민관으로 부끄럽지 않은 원숙한 인물"이라는 평이 실려 있다.
이후 일제 강점기 말기에는 경기도 안성군 군수로 재직했다. 일본 정부로부터 훈6등 서보장을 수여받는 등 안성군수이던 1940년을 기준으로 종6위 훈6등에 서위되어 있었다.
2008년 공개된 민족문제연구소의 친일인명사전 수록예정자 명단의 관료 부문에 포함되었다.

## 참고자료
- 안창환(安昌煥) - 국사편찬위원회